# کریس تورپ
کریس تورپ (انگلیسی: Chris Thorpe؛ زادهٔ ۲۹ اکتبر ۱۹۷۰) لژسوار اهل ایالات متحده آمریکا است.